# Abu Arazeh
Abu Arazeh (em persa: ابوعراضه, também romanizada como Abū ʿArāz̤eh) é uma aldeia do distrito rural de Nasar, no condado de Abadan, na província de Khuzistão, Irã.
Segundo o censo de 2006, sua população era de 95 habitantes, em 14 famílias.